# Ida Buchmann
Ida Buchmann (* 1911 in Egliswil; † Oktober 2001  in Windisch) war eine Schweizer Malerin der Art brut.

## Leben
Ida Buchmann wurde in Egliswil in der Schweiz geboren, wo sie mit ihren jüngeren Geschwistern aufwuchs. Etwa 1929 verlor sie im Alter von 18 Jahren ihre Mutter, fünf Jahre später ihren Vater. Sie arbeitete als Hilfskraft in einer Fabrik und sorgte für ihre Geschwister. Im Jahr 1941 heiratete sie und gründete eine Familie. 
Nach einem ersten Klinikaufenthalt 1953 lebte sie ab 1966 dauerhaft in der psychiatrischen Klinik Königsfelden (heute Psychiatrische Dienste Aargau). Nachdem Ida Buchmann 1966 in die Klinik eingewiesen worden war, besuchte sie das Malatelier, wo ihr künstlerisches Talent entdeckt und gefördert wurde.
Ihr Alltag war geprägt von tiefen Trauerphasen, die sich mit Phasen grosser Euphorie abwechselten. Ihre Werke schuf sie in diesen Stimmungshochs.
Ida Buchmann hatte weder eine künstlerische Ausbildung erhalten noch besass sie Kenntnisse über naive, historische oder zeitgenössischer Kunst. Sie interessierte sich nicht für traditionelle Kunstvorstellungen und hatte zeitlebens weder eine Galerie noch ein Museum besucht. Sie sammelte jedoch ihre eigenen Zeichnungen und zog Freude aus ihrer Betrachtung. «Ihre Werke entstanden ganz aus einem inneren Ausdrucksbedürfnis und sind Zeugnisse einer sehr talentierten Frau, die auf künstlerische Kriterien keine Rücksicht nahm und ohne Voreingenommenheit ihre Bilder schuf.» Auch wenn sie um 1990 noch periodisch künstlerisch tätig war, blieb ihr Gesamtwerk klein, da sie erst spät in ihrem Leben mit dem Malen begonnen hatte. Sie starb 2001 in der Klinik.

## Werk
Ida Buchmann verwendete für ihre Bilder Aquarell- und Acrylfarben, Edding-Stifte, Ölkreide, Tinte und Tusche. Nachdem sie anfänglich in kleinerem Maßstab auf Papier gezeichnet und gemalt hatte, schuf sie später großformatige Bilder auf bis zu vier Mal vier Meter großen Leinwänden oder Papier. Sie arbeitete in großer Geschwindigkeit mit dicken, kräftigen Strichen und intensiven Farben. Typisch für ihre Bilder sind stark konturierte, farbige Figuren, die Menschen oder Tiere darstellen, wie «Vögel und Mäuse, Kasperl und Küsse» und die sie oftmals mit einem zweiten Gesicht versah. Zusätzlich fügte sie in ihre Arbeiten handgeschriebene Texte ein, um den Inhalt des bildnerischen Werkes zu ergänzen.
Die meisten Bilder Ida Buchmanns entstanden in Anwesenheit eines Gesprächspartners. Der Inhalt der Gespräche floss thematisch in freien Assoziationen in die entstehenden Werke ein. Oft sang sie während des Malens laut Lieder, deren Texte gleichfalls in ihre Bilder Eingang fanden. Ihre Arbeiten reflektieren auch ihr Seelenleben, ihre jeweilige Lebenssituation und Stimmung, Bedürfnisse und Wünsche nach Liebe und Freundschaft. Daneben finden sich ihre Vorstellungen von der Welt, Kindheitserinnerungen und Erinnerungen an ihre Familie. «Entstanden sind emotionale Werke, die nicht ausgehend von Vorbildern aus der Kunstwelt entwickelt wurden, sondern aus persönlichen Talenten, Erfahrungen und Lebensumständen hervorgingen.»
Werke von Ida Buchmann befinden sich unter anderem in den Sammlungen folgender Museen: Collection de l’Art Brut in Lausanne, im LaM – Lille Métropole, musée d’art moderne, d’art contemporain et d’art brut in Villeneuve-d’Ascq, im Open art museum in St. Gallen, der Sammlung Zander und der collection abcd/Bruno Decharme.

## Ausstellungen (Auswahl)
- 2021/2022: visualized dreams... Museum Gugging, Maria Gugging[7]
- 2018: Woman Outsider. Musée Visionnaire, Zürich[10]
- 2014: Musée Visionnaire, Zürich
- 2013: Naive Schweiz – Suisse Brut. Jubiläumsausstellung zum 25-jährigen Bestehen des Museums Gugging, Maria Gugging[11]
- 2011: Halle Saint Pierre, Paris
- 2011: Museum Ratingen, Ratingen
- 2009: Art/Brut Center Gugging, Maria Gugging
- 2007: liebling.! radierkunst aus vier jahrzehnten. Museum Gugging, Maria Gugging[3]
- 2006: Museum der Stadt Ratingen[5]